# Juhász Norbert János
Juhász Norbert János (Eger, 1818. december 13. – Eger, 1889. március 17.) teológiai doktor, királyi tanácsos, ciszterci rendi főigazgató.

## Élete
1834. szeptember 11-én lépett a rendbe; 1836-1837-ben gimnáziumi tanár volt Székesfehérvárt; majd pappá szentelték 1841. december 27-én. 1841-44-ben Bécsben a hittudományokat hallgatta az Augustineumban; 1844-1845-ben porvai lelkész; 1845-48-ben Székesfehérvárt a rendi növendékek főfelügyelője; 1848-ban a hittudományokból doktori oklevelet nyert. 1848-49-ben apáti titkár Zircen; 1849-51-ben zirci lelkész; 1851-52-ben gimnáziumi tanár és házfőnök Pécsett; 1852-55-ben gimnáziumi tanár Egerben, 1853-66-ban igazgató és perjel ugyanott. 1857-ben érdemei elismeréseül arany érdemkeresztet nyert. 1866-tól 1887-ig kassai tankerületi királyi főigazgató volt; 1887-től nyugalomban élt Egerben.
Programértekezései az egri katolikus nagygimnázium programmjában (1854. Az algymnasiumi hitoktatás és annak alapja, 1858. Gyászbeszéd Villax Ferdinand felett, 1862. Az egri gymnasiumi tanuló ifjúság ösztöndíjai, jutalmai és azok alapítói, 1863. Törvényolvasási beszéd az ifjúsághoz, 1865. Az egri gymnasium.)

## Munkája
- Egyházi beszéd, melyet az egri r. kath. főgymnasiumi ifjúság zászlójának fölszentelése ünnepélyén tartott. Eger, 1861.